# Liste der Naturdenkmäler in Terenten
Die Liste der Naturdenkmäler in Terenten (italienisch Terento) enthält die fünf als Naturdenkmal ausgewiesene Objekte auf dem Gebiet der Gemeinde Terenten in Südtirol.
Basis ist das im Internet einsehbare offizielle Verzeichnis der Naturdenkmäler in Südtirol (Stand: 23. Januar 2015). Dabei kann es sich um botanische, geologische oder hydrologische Naturdenkmäler handeln. Die Reihenfolge in dieser Liste orientiert sich an der ID, alternativ ist sie auch nach dem Namen sortierbar.

## Liste
| Foto |                 | Name                                      | Standort                     | Beschreibung                            |
| ---- | --------------- | ----------------------------------------- | ---------------------------- | --------------------------------------- |
| ja   | Datei hochladen | Erdpyramiden ID: 095_G01                  | 46° 50′ 16″ N, 11° 46′ 36″ O | Geologisches Naturdenkmal: Erdpyramiden |
| BW   | Datei hochladen | Tiefrastensee ID: 095_G02                 | 46° 52′ 36″ N, 11° 46′ 50″ O | Hydrologisches Naturdenkmal: See        |
| BW   | Datei hochladen | Kompfoßsee ID: 095_G03                    | 46° 52′ 10″ N, 11° 46′ 28″ O | Hydrologisches Naturdenkmal: See        |
| BW   | Datei hochladen | zwei Eschen beim Stricknerhof ID: 095_G04 | 46° 49′ 30″ N, 11° 44′ 52″ O | Botanisches Naturdenkmal: Esche         |
| BW   | Datei hochladen | eine Esche beim Neulechnerhof ID: 095_G05 | 46° 49′ 36″ N, 11° 44′ 43″ O | Botanisches Naturdenkmal: Esche         |

| Foto: | Fotografie des Naturdenkmals. Klicken des Fotos erzeugt eine vergrößerte Ansicht. Daneben finden sich zwei Symbole: |
| ID    | Identifikator bei der Abteilung Natur, Landschaft und Raumentwicklung der Südtiroler Landesverwaltung               |